# Калье-де-ла-Монтера
Калье-де-ла-Монтера (исп. Calle de la Montera) — улица в центре Мадрида, столицы Испании, расположенная в баррио Соль (район Сентро). Она связывает площадь Пуэрта-дель-Соль с площадью Ред-де-Сан-Луис (состыкующейся с Гран-Виа), поднимаясь в гору при выходе на Гран-Виа. На этом протяжении она пересекается с улицами Калье-де-Адуана, Калье-де-Сан-Альберто, Калье-де-лос-Хардинес и Калье-дель-Кабальеро-де-Грасия.
С начала XX века верхняя часть улицы славилась большим количеством проституток, которых можно было встретить на обоих тротуарах Калье-де-ла-Монтеры, а также на соседних улицах. По адресу Калье-де-ла-Монтера, 33 находится Пасахе-дель-Комерсио (исп. Pasaje del Comercio), бывший торговый пассаж, построенный предпринимателем Матео де Мургой. В начале улицы, на углу с площадью Пуэрта-дель-Соль, сохранился Каса-де-Диего, магазин, торгующий веерами, зонтами и другими традиционными мадридскими аксессуарами. Ранее он располагался на углу улиц Калье-де-ла-Монтера и Калье-де-Сан-Альберто.

## История
В XV веке, когда рядом с Пуэрта-дель-Соль образовался аррабаль (окраина) Сан-Хинес (простиравшийся вдоль восточной части пространства, которое сейчас занимает Пуэрта-дель-Соль), один из выходов его стены вёл к оливковым рощам Каньос-де-Алькала (исп. caños de Alcalá). Там, по легенде, кастильский король Санчо IV пил перед въездом в Мадрид. Он ехал на лошади, и его головной убор слетел, но никто из его свиты не обратил на это внимание. Эта потеря разгневала короля до такой степени, что этот случай был увековечен двумя надписями, выгравированными на двух камнях по обе стороны дороги. Одна гласила: «При следовании по этой тропе король потерял свой головной убор» (исп. Al pasar esta vereda el Rey perdió la montera), а другая: «Поскольку дон Санчо был храбр, он следовал, будучи сильно разгневанным» (исп. Como Don Sancho era bravo, caminó con grande enfado).

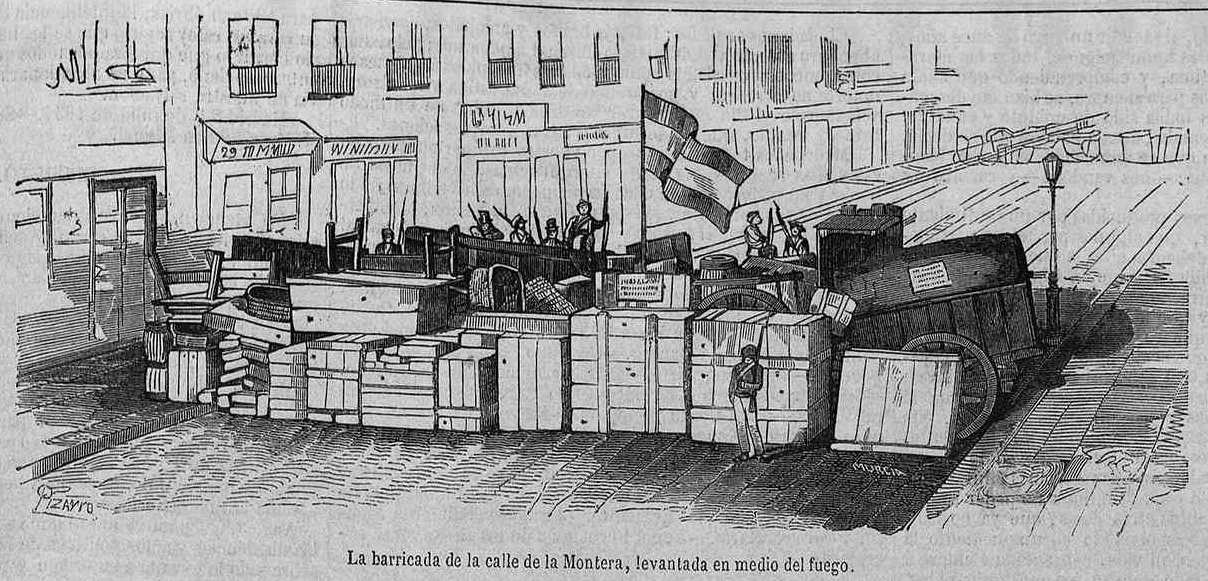
Баррикада на улице Монтера во время Испанской революции 1854 года

Другая, не менее изобретательная версия названия улицы гласит, что она получила его в честь жены «охотника из Эспиносы» (телохранителя короля). Прозванной «Ла Монтера», она отличалась необыкновенной красотой, привлекавшей всеобщее внимание во время её прогулок по городу. Вероятнее всего, Калье-де-ла-Монтера получила своё название по дому Хуана Карлоса и Франсиско Ламонтера, существование которого документально подтверждено с середины XVI века.
Улица обозначена как Калье-де-ла-Монтера на плане Мадрида 1658 года, созданном португальским картографом Педру Тейшейрой, но только на участке между Пуэрта-дель-Соль и Калье-де-Сан-Альберто, а остальная её часть — как Ред-де-Сан-Луис.
В конце XVII века на улице была возведена церковь Сан-Луис-Обиспо, которая была разрушена в результате пожара в марте 1936 года, в период Второй Испанской республики, и окончательно снесена в 1943 году.
В XVIII веке Калье-де-ла-Монтера славилась как одна из самых роскошных улиц Мадрида, где прогуливались наиболее элегантные горожане. В конце XIX века здесь начались работы, связанные с расширением площади Пуэрта-дель-Соль. В начале XX века Калье-де-ла-Монтера стала одной из главных торговых улиц в центре города с множеством галантерейных лавок, магазинов рубашек, других текстильных магазинов, ювелирных и обувных лавок. В 1920 году писатель Рамон Мария дель Валье-Инклан поместил действие своей пьесы «Огни Богемы» в таверну «Пика Лагартос» на улице Калье-де-ла-Монтера. В XX веке на улице стали появляться группы уличных проституток. В 1910 году Калье-де-ла-Монтера пострадала от сноса ряда зданий при строительстве Гран-Виа, а вскоре после этого была вскрыта для строительства первого участка Линии 1 мадридского метро, ведущего от станции Соль до станции Гран-Виа. В 1960-х годах в доме номер 25 на этой улице располагался кабинет Отто Скорцени. 
Калье-де-ла-Монтера стала пешеходной улицей в два этапа: сначала в 2006 году на участке от площади Пуэрта-дель-Соль до Калье-де-Адуана, а в 2009 году полностью. В XXI веке было закрыто несколько коммерческих объектов на Калье-де-ла-Монтере. К концу 2010-х годов растущая джентрификация центра города значительно повысила спрос на недвижимость на этой улице.
Редкий сохранившийся образец работы новаторского художника-гаффитиста Муэлье был отреставрирован в 2016 году, и его можно увидеть на одной из уличных стен.
В августе 2018 года начались работы по созданию подземного пешеходного перехода, проходящего под улицей между станциями метро Соль и Гран-Виа.

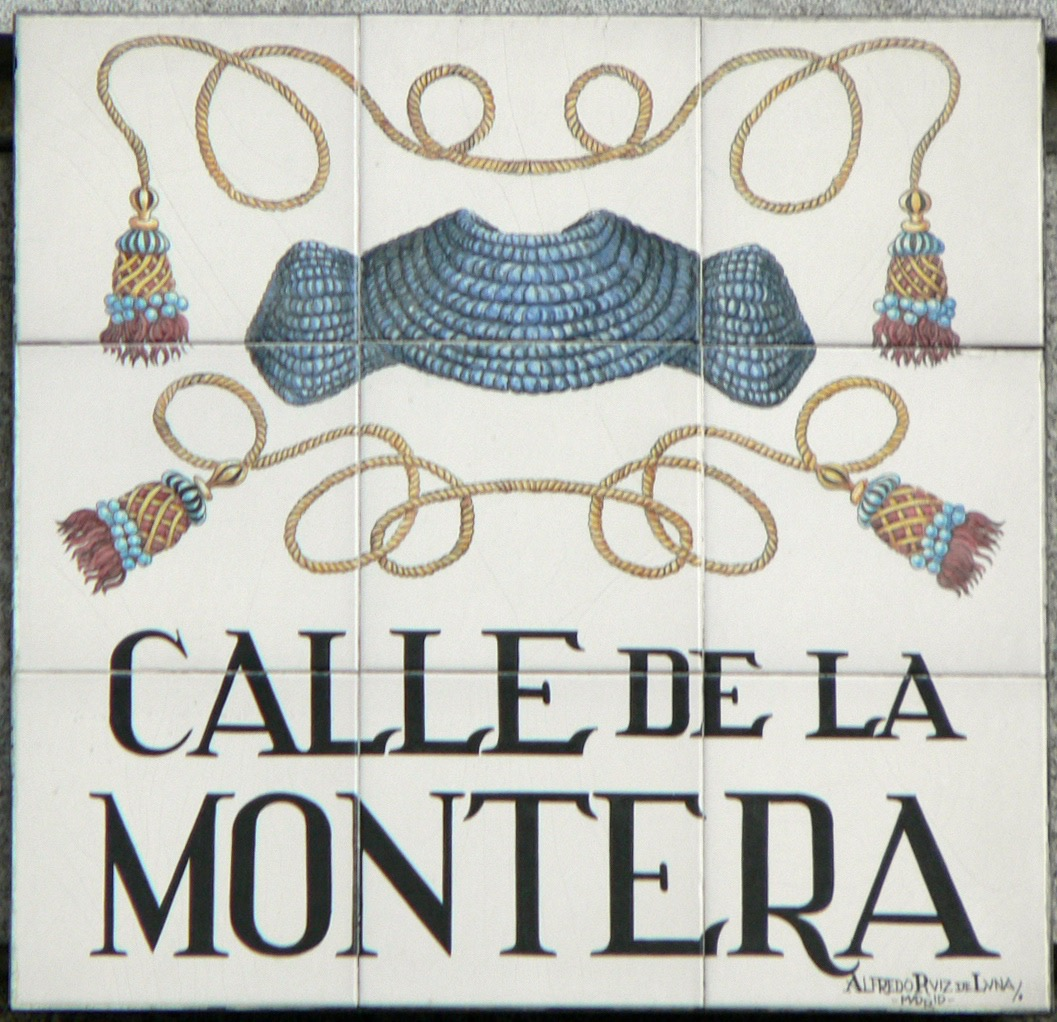
Табличка с названием улицы, работа керамиста Альфредо Руиса де Луны[исп.].
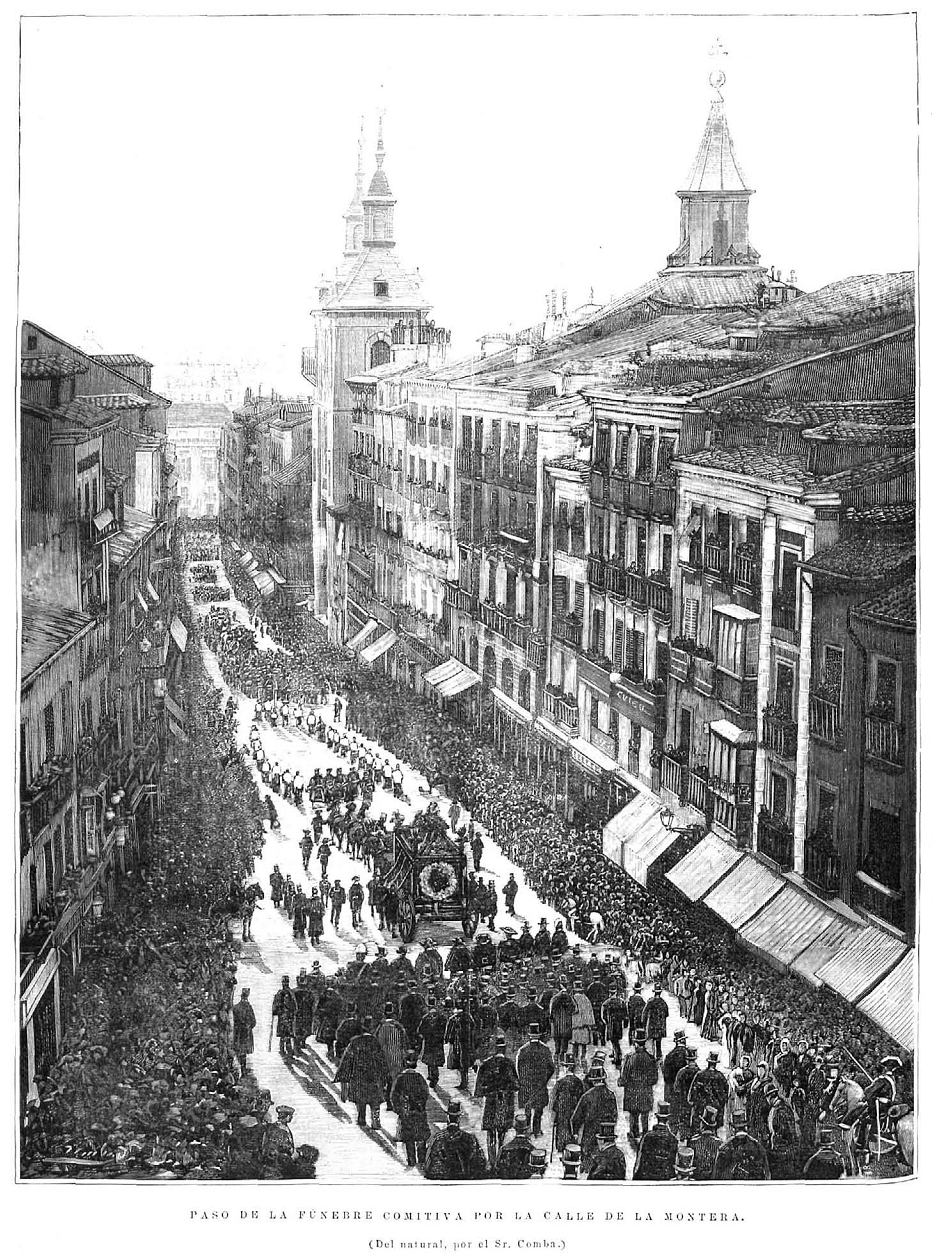
Улица в 1893 году с церковью Сан-Луис-Обиспо[исп.].
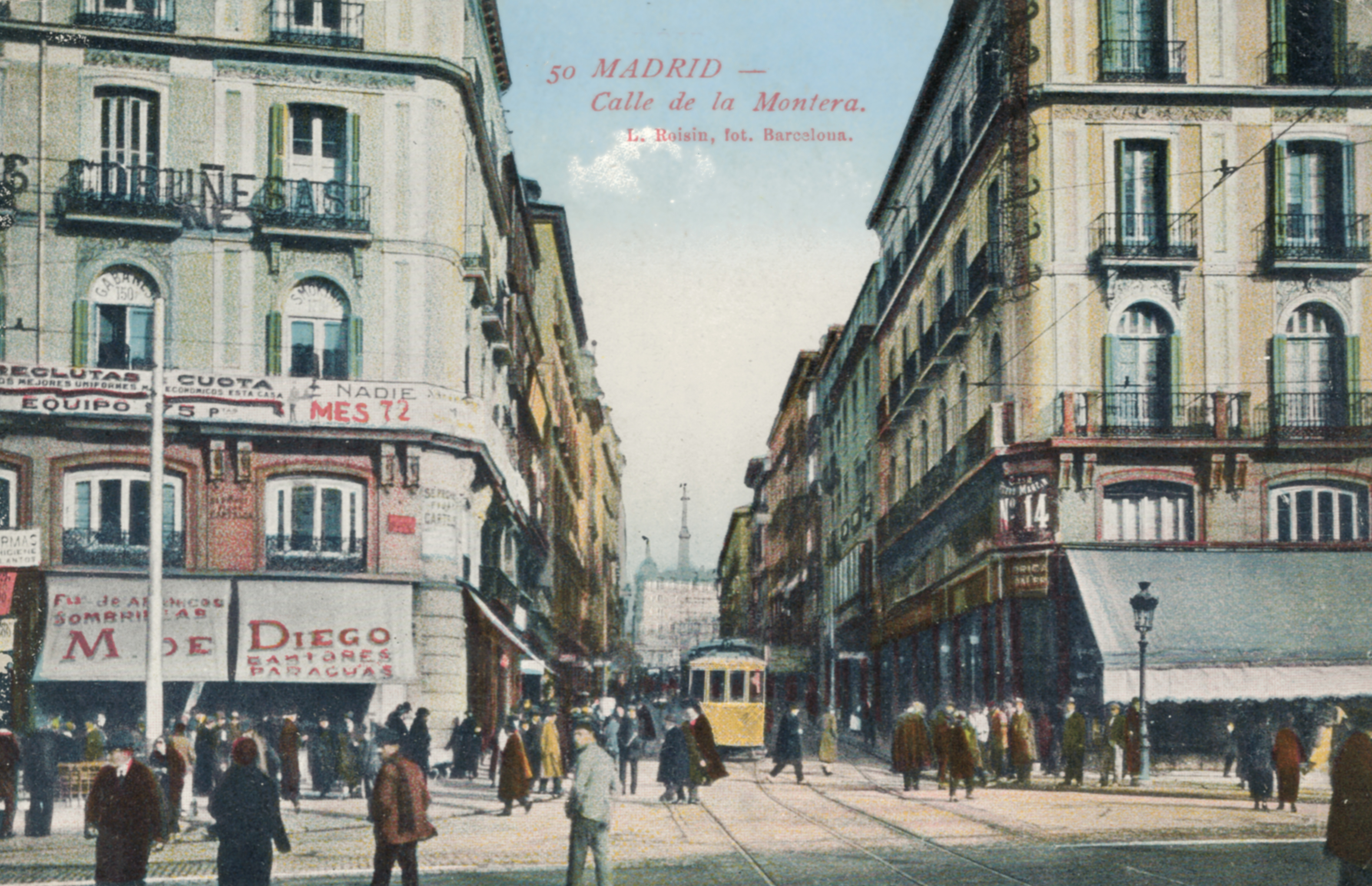
Вид на улицу Калье-де-ла-Монтера в 1920-е годы со стороны Пуэрта-дель-Соль
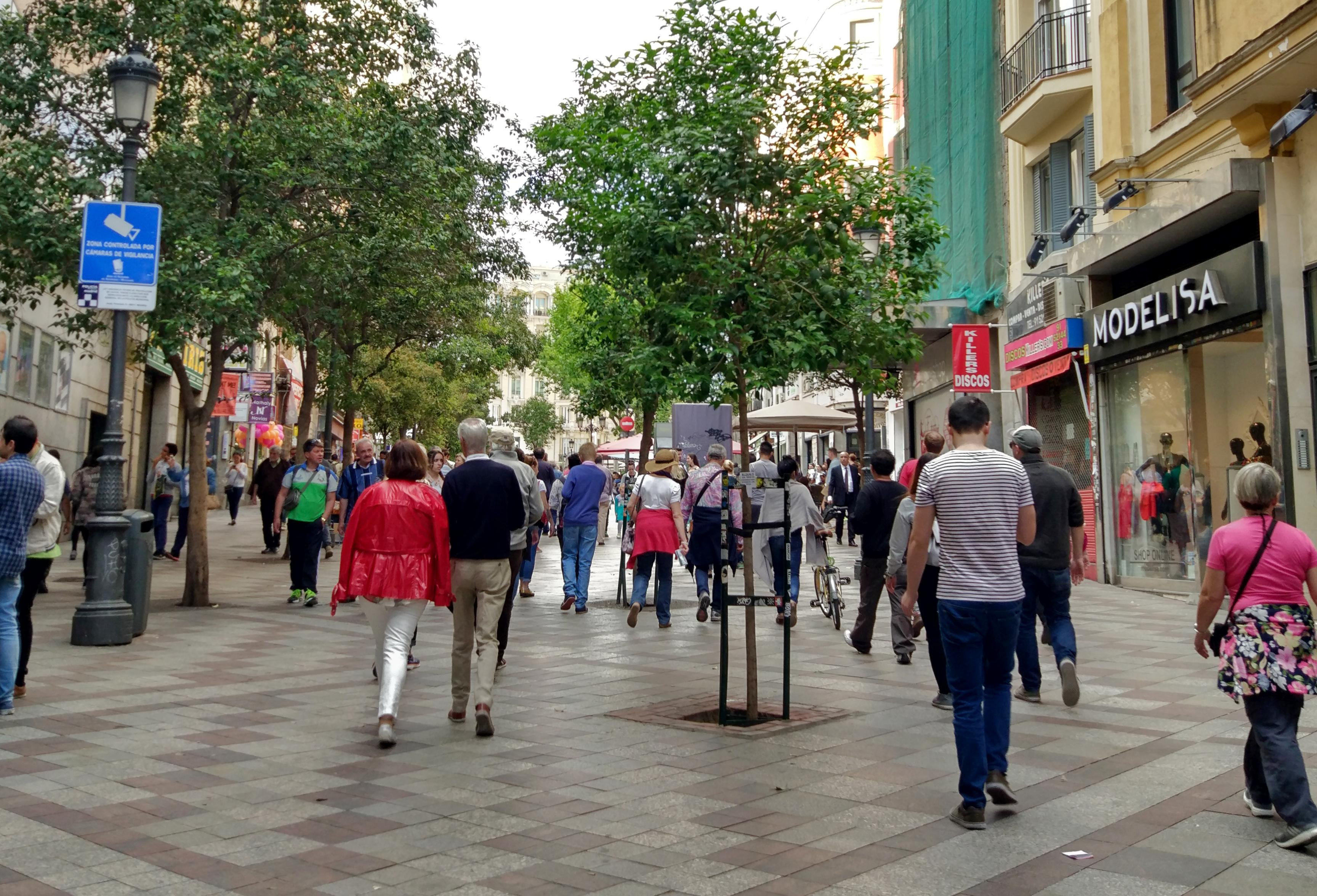
Вид на улицу Калье-де-ла-Монтера в XXI веке